# Kubikenborgs IP

Kubikenborgs IP, Kubenplan är en arena i Kubikenborg i södra Sundsvall. Kubikenborgs IF spelar sina hemmamatcher där. 
Arenan har på ena sidan sitt klubbhus och på ena kortsidan så är det ett stängsel ut mot vägen. På den andra kortsidan så finns det en liten kulle. Bakom kullen så finns A-Lagets och juniorernas träningsplan. Utöver fotboll bedrivs bågskytte, baseball och softball på anläggningen. På norra sidan så finns ett bad som heter Kubenbadet och ett utegym. Arenan tar in cirka 100 personer. Det finns en parkering vid Kubikenborgs IP som tar 150 bilar. 